# Abas Ermenji
 (mai 2025).
Abas Ermenji (12 décembre 1913 – 13 mars 2003) est un historien, homme politique et figure majeure du nationalisme albanais du XXe siècle. Opposant résolu au fascisme et au communisme, il a consacré sa vie à la lutte pour l'indépendance et l'unité de l'Albanie.

## Biographie

### Jeunesse et formation
Né dans le village de Gërmenj, dans la région de Skrapar, Abas Ermenji poursuit ses études secondaires à Berat et Shkodra. En 1934, il part pour Paris où il intègre la Sorbonne, se spécialisant en histoire. Il y obtient son diplôme en 1938, avant de retourner en Albanie pour enseigner au lycée de Korçë.

### Engagement contre l'occupation fasciste
Le 28 novembre 1939, il est arrêté par les autorités italiennes pour avoir organisé une manifestation contre l'occupation fasciste à Korçë. Déporté sur l'île de Ventotene, il y reste jusqu'en 1941. À son retour, il participe activement à la fondation du Balli Kombëtar, mouvement nationaliste visant à libérer l'Albanie de l'occupation étrangère et à instaurer une république démocratique.

### Résistance et exil
Durant la Seconde Guerre mondiale, Ermenji organise la résistance armée dans les régions de Skrapar et Berat, réussissant à maintenir ces zones libres de l'occupation italienne. Cependant, avec l'arrivée au pouvoir des communistes en 1944, il est contraint de s'exiler en France. À Paris, il rejoint le Comité national albanais "Albanie libre", soutenu par les pays occidentaux, et continue de militer pour la libération de l'Albanie du régime communiste.

### Retour en Albanie et activité politique
Après la chute du communisme en 1991, Ermenji retourne en Albanie et refonde le Balli Kombëtar, dont il devient le leader jusqu'en 1998. Il joue un rôle clé dans la transition démocratique du pays, participant activement aux débats politiques et organisant des conférences à travers l'Albanie pour promouvoir les valeurs nationalistes et démocratiques.

## Œuvres et héritage
Abas Ermenji est l'auteur de plusieurs ouvrages historiques, dont le plus notable est Vendi që zë Skënderbeu në Historinë e Shqipërisë (La place de Skanderbeg dans l'histoire de l'Albanie), publié en 2009. Il est reconnu pour sa défense inlassable des droits des Albanais, notamment ceux vivant en Yougoslavie et en Grèce, et pour son engagement en faveur de l'unité nationale.

### Lies externes
- Notices d'autorité :   - VIAF
  - ISNI
  - BnF (données)